# Wilt heden nu treden

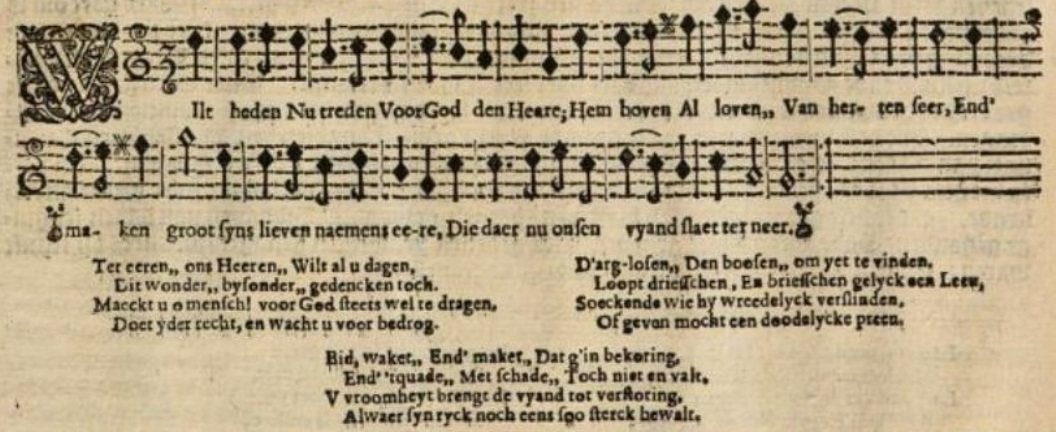
Wilt heden nu treden in Nederlandtsche gedenck-clanck, 1626

Wilt heden nu treden is een christelijk lied met Nederlandse wortels van Adriaen Valerius uit 1597. Het is als Gezang 414 opgenomen in het Liedboek voor de Kerken. De gebruikte melodie is die van het lied 'Hey, wilder dan wild, wie zal mij temmen'. In vertaling en met het arrangement van de Oostenrijkse componist Eduard Kremser kreeg het lied ook grote bekendheid in Duitsland (vanaf 1877) en de Verenigde Staten (vanaf 1903).

## Compositie
Valerius schreef Wilt heden nu treden ter gelegenheid van de overwinning op de Spaanse troepen in de Slag bij Turnhout tijdens de Tachtigjarige Oorlog. Het maakt deel uit van de door Valerius' zoon François uitgegeven bundel Nederlandtsche gedenck-clanck, die een jaar na Adriaens overlijden verscheen. Het lied roept op om God de Heer te loven, omdat hij de vijand overwonnen heeft. Dat moet herdacht worden, ook door een leven zonder bedrog dat God eert. Daarom roept Valerius de mensen op om niet aan het kwade toe te geven. Het is immers de vroomheid (hier: dapperheid) die de zege gebracht heeft.

## Vertalingen
In 1878 publiceerde de Oostenrijkse componist en koordirigent Eduard Kremser een bewerking van zes liederen uit de Nederlandtsche gedenck-clanck. Wilt heden nu treden was in deze bundel opgenomen in een vertaling van Josef Weyl (1821-1895) met als titel 'Niederländisches Dankgebet' en had als eerste regel Wir treten zum Beten vor Gott dem Gerechten. Naast de Duitse vertaling was er ook nog een versie in het Latijn. Het lied werd snel populair in Duitsland, onder andere omdat keizer Wilhelm II het zingen ervan bevorderde. Het paste namelijk goed in de militante sfeer van toewijding aan kerk en natie die zijn bewind kenmerkte. Ook de nationaalsocialisten lieten het lied geregeld zingen, bijvoorbeeld na afloop van de rede die Adolf Hitler hield voorafgaand aan de volksstemming op 10 april 1938, waarmee de Oostenrijkers hun 'Anschluss' bij Duitsland goedkeurden. Het lied wordt in Duitsland nog altijd gezongen bij de beëdiging van de soldaten van de Bundeswehr.
Het lied is ook vertaald in veel andere talen, waaronder het Engels (We gather together to ask the Lord’s blessin) en het Chinees (虔诚聚集, Qiánchéng jùjí).

## Gebruik
Het lied werd opgenomen in de populaire liedbundel Kun je nog zingen, zing dan mee.
In de Verenigde Staten wordt het lied vaak gezongen op Thanksgiving Day bij familiemaaltijden en in kerkdiensten. Ook hier wordt de door Kremser bewerkte melodie gebruikt. De meest populaire versie is de tekst van Theodore Baker uit 1894: We gather together. In 1902 schreef Julia Bulkley Cady Corey een wat minder militante versie: We praise thee, o God, our Redeemer, die echter veel minder populair werd.
Huub Oosterhuis gebruikte de melodie voor het lied Gedenken wij dankbaar de daden des Heren (een contrafact). Het staat in Zingt Jubilate als nr. 528. Het oorspronkelijke lied is er niet in opgenomen.

## Tekst
Wilt heden nu treden voor God den Heere,

Hem boven al loven van herten seer,

End' maken groot zijns lieven namens eere,

Die daar nu onsen vijant slaat terneer.

Ter eeren ons Heeren wilt al u dagen

Dit wonder bijzonder gedencken toch;

Maekt u, o mensch, voor God steets wel te dragen,

Doet ieder recht en wacht u voor bedrog.

D'arglosen, den boosen om yet te vinden,

Loopt driesschend, en briesschend gelyck een leeuw,

Soeckende wie hy wreedelyck verslinden,

Of geven mocht een doodelycke preeuw.

Bidt, waket end' maket dat g'in bekoring,

End' 't quade met schade toch niet en valt.

U vroomheyt brengt den vijant tot verstoring,

Al waer sijn rijck nog eens so sterck bewalt.